# أتاري إس إيه
أتاري sa ( يورونكست : ATA ) هي منظمة دولية الفرنسية وشركة قابضة مقرها في فيليوربان، ليون ، فرنسا . تأسست في 1983 كان يسمى أصلا ترفيه Infogrames . وتشمل الشركات التابعة لها في لندن أتاري استوديو، العاب عدن، أتاري التفاعلية، وشركة أتاري، وشركة، ومقرها في مدينة نيويورك .

## وصلات خارجية
- الموقع الرسمي